# 崇文門駅
崇文門駅（すうぶんもんえき）は中華人民共和国北京市東城区に位置する、北京地下鉄の駅。

## 利用可能な鉄道路線
2号線と5号線の2路線が乗り入れる。

## 歴史

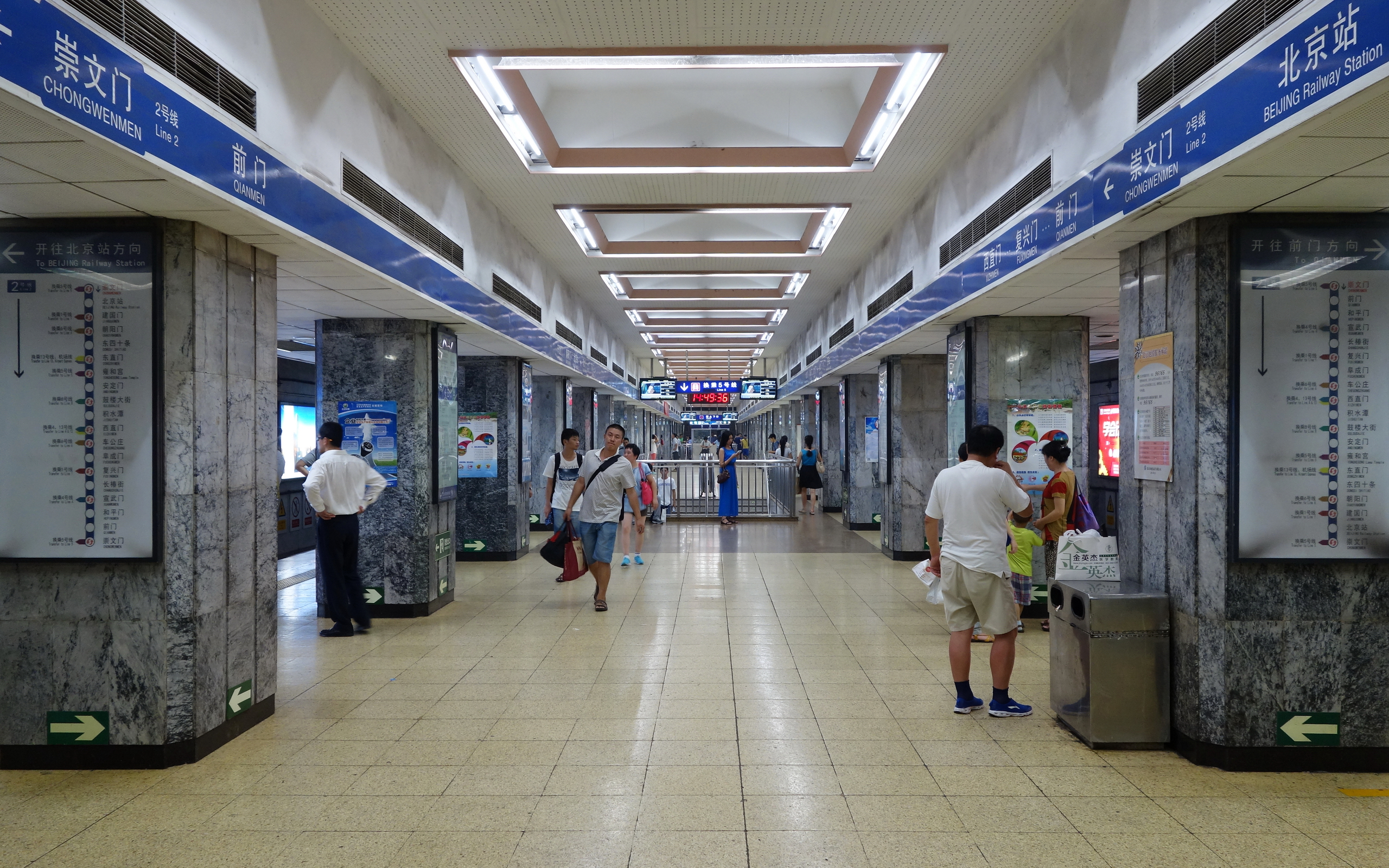
2号線ホーム（可動式ホーム柵導入前）

- 1969年10月1日 - 開業（公務員のみ利用可）。
- 1977年 - 一般に開放。
- 1980年 - 外国人も使用可能になった。
- 1984年9月20日 - 2号線全線開通、1号線と2号線の運転を分離。
- 2007年10月7日 - 5号線開業。乗換駅となる。

## 駅構造

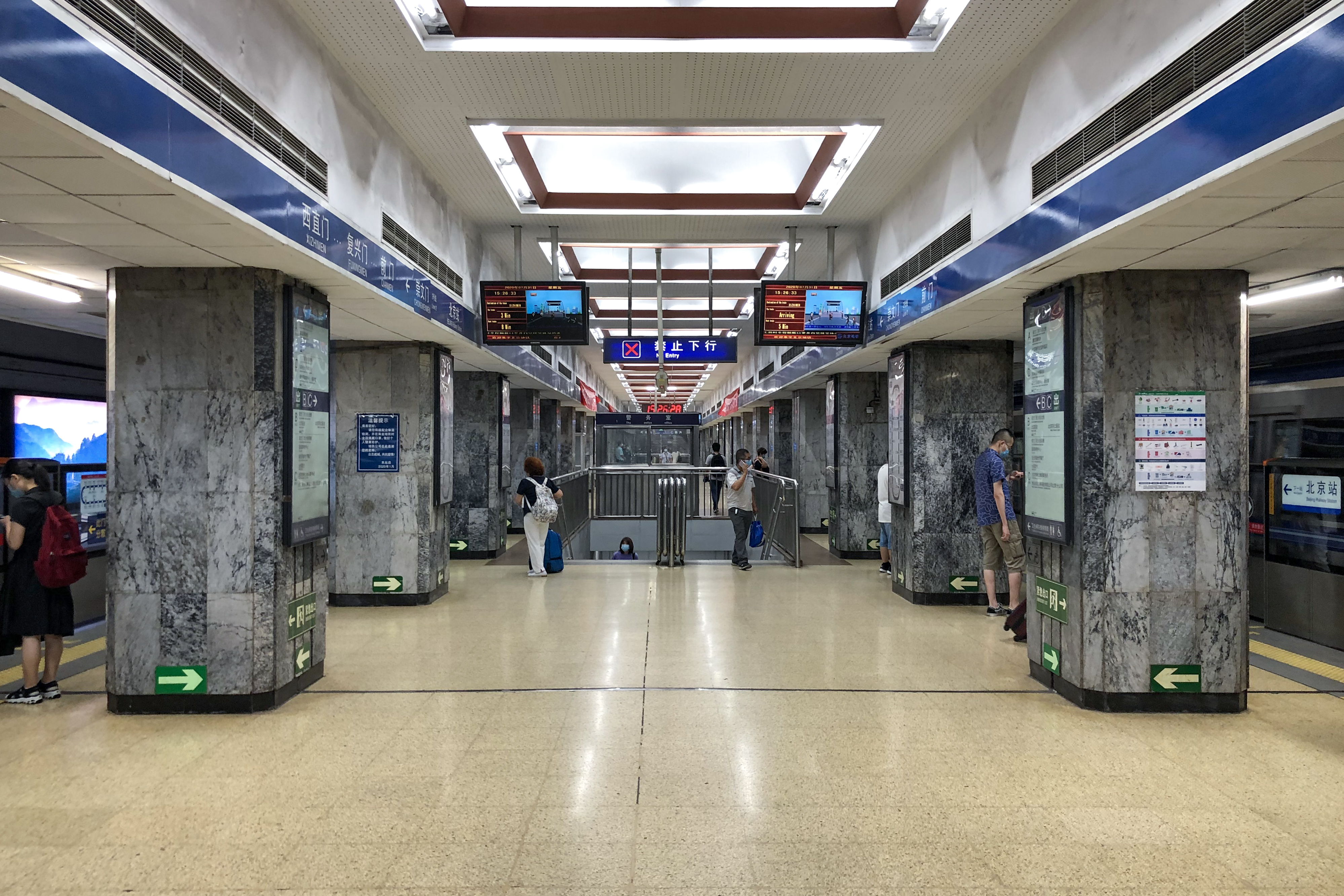
2号線ホーム

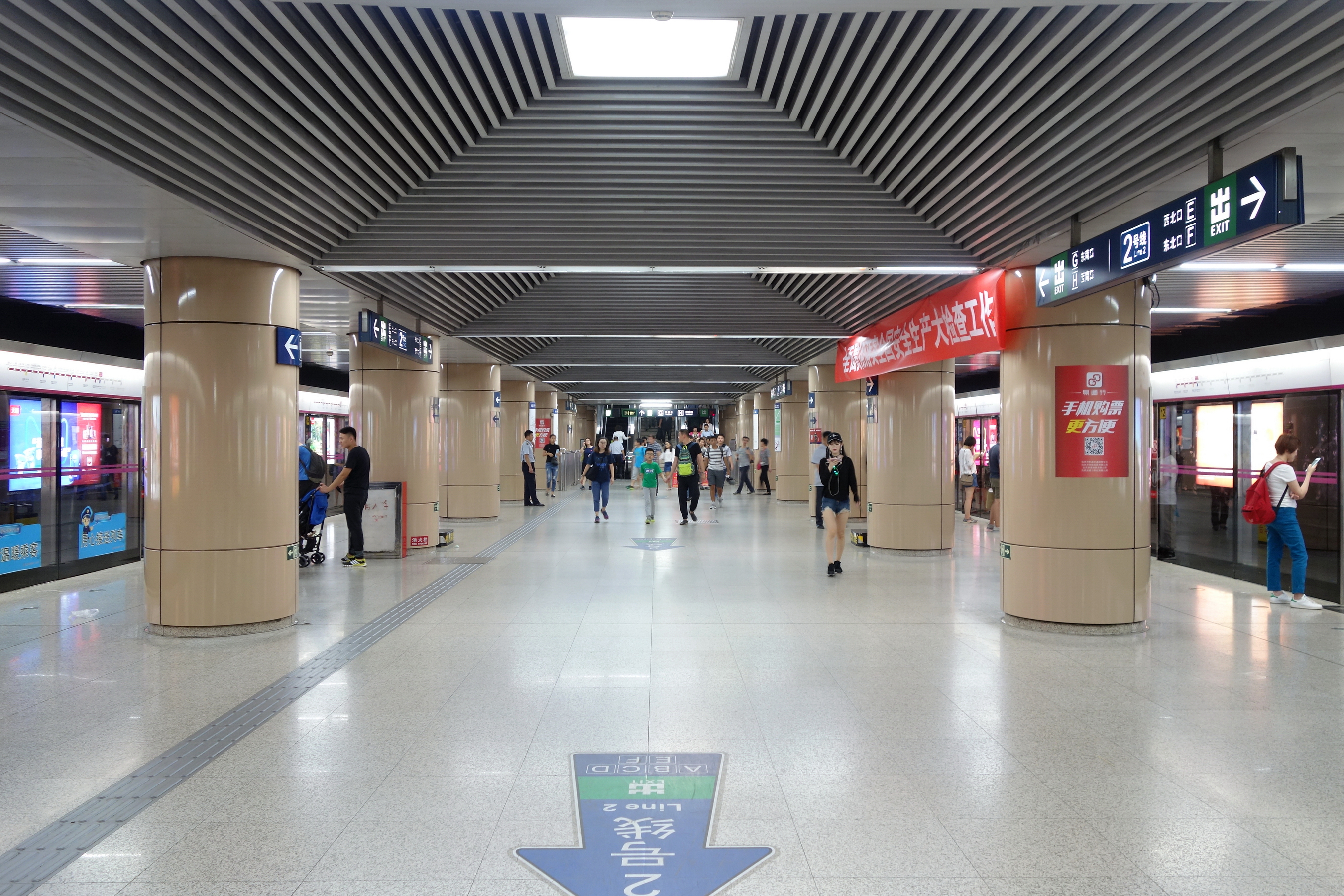
5号線ホーム

地下1階が改札階、地下2階が2号線ホーム階、地下3階が5号線ホーム階の地下駅。出口は2号線側で6箇所、5号線側で4箇所ある。5号線開業時は5号線の出口番号が2号線と重複していた。2016年10月に5号線の出口番号を2号線の後ろに変更し、解消。
2号線ホームは島式1面2線を有しており、可動式ホーム柵が設けられている。
5号線ホームは長さ209m、幅24.2mの島式1面2線を有しており、フルスクリーンタイプのホームドアが設けられている。

### のりば
両路線ともに案内上ののりば番号は設定されていない。
| 2号線ホーム (B2F) | 2号線ホーム (B2F) | 2号線ホーム (B2F)          |
| ----------------- | ----------------- | -------------------------- |
| 内回り            | 2号線             | 前門・宣武門・復興門方面   |
| 外回り            | 2号線             | 北京駅・建国門・東直門方面 |
| 5号線ホーム (B3F) |                   |                            |
| 南方向            | 5号線             | 磁器口・蒲黄楡・宋家荘方面 |
| 北方向            | 5号線             | 東単・雍和宮・天通苑北方面 |

## 駅周辺
- 北京市第四医院
- 崇文門菜市場
- 東単公園
- 東単体育中心
- 北京市第九十六中学
- 北京市第一一六中学
- 対外経済合作部
- 北京市総工会
- 北京市人事局
- 明城牆遺址公園
- 中国旅行社本社
- 北京同仁堂
- 北京市第一二二中学
- 北京日報（中国語版）
- 北京医院（中国語版）
- 同仁医院
- 北京晩報（中国語版）

## 隣の駅
北京地下鉄
 2号線
前門駅 - 崇文門駅 - 北京駅
 5号線
磁器口駅 - 崇文門駅 - 東単駅